# Bölcsességek könyve
A Bölcsességek könyve (Careful the Things You Say) a Született feleségek (Desperate Housewives) című amerikai filmsorozat száztizenhetedik epizódja. Az Amerikai Egyesült Államokban először az ABC (American Broadcasting Company) adó vetítette 2009. november 8-án.

## Az epizód cselekménye
Gabynak nagyon nehezen megy a tanítás, így kap az alkalmon, amikor kiderül, hogy az új bejárónője egy román matek tanár, így felkéri az asszonyt, hogy oktassa Juanitát, persze Carlos háta mögött. Lynette meglátja, ahogy Dominick és Julie veszekszenek egymással, ezért közbeavatkozik. A lány ekkor elmondja neki, hogy Nick volt az a nős férfi, akivel korábban járt. Lynette pedig úgy dönt, hogy a saját kezébe veszi az ügyet, és beszél Dominickkal. A férfi azonban nagyon agresszívan viselkedik vele, így Lynette rájön, hogy akár Dominick is lehetett Julie bántalmazója, így Tommal elmennek a rendőrségre. Angie meghívja Bree-t és Orsont vacsorára, mert munkát szeretne kapni az asszonynál. Katherine eközben összebarátkozik a nyomozónővel, aki Julie esetét kapta, s feljelenti nála Susant a lövés miatt, aki később börtönbe kerül...

## Mellékszereplők
- Anna Katarina - Ivana
- Kathy Najimy - Denise Lapera nyomozó

## Mary Alice epizódzáró monológja
- A narrátor, Mary Alice monológja az epizód végén így hangzik (a magyar változat alapján):

"Az igazság az, hogy hiába bújjuk őket a valódi tudás nem a könyvek lapjain rejlik. A könyvek nem mondják meg, hogy tegyük boldoggá a feleségünket. Sem azt, hogy hogy becsüljük meg a szomszédainkat. Nem mondják meg, hogy az a férfi az utca túloldalán veszélyes e. Nem, igazán tanulni csak egy dologból tudunk, a hibáinkból, na persze ha ezek a hibák börtönbe juttatnak jó, ha akad egy könyv, amivel múlathatjuk az időt. "

## Epizódcímek más nyelveken
- Angol: Careful the Things You Say (Vigyázz, mit mondasz!)
- Német: Die Hauslehrerin (A tanító)
- Francia: Buffet volé (Lopott menü)
- Olasz: Delitto e castigo (Bűn és bűnhődés)